# Арендт, Нина Константиновна
Нина Константиновна Арендт (23 сентября [6 октября] 1902, Феодосия, Таврическая губерния — 21 ноября 1999, Ялта, АР Крым) — советский селекционер плодовых культур, лауреат Сталинской премии.

## Биография
Внучка основоположника отечественного планеризма, доктора Н. А. Арендт.
Окончила Симферопольский институт спецкультур (1925). С 1925 по 1977 год научный сотрудник Никитского ботанического сада. Кандидат сельскохозяйственных наук (1967).
Собрала самую полную в СССР коллекцию сортов инжира (более 200 сортов и форм) и коллекцию сортов граната (более 400). Автор около 20 новых сортов инжира, культивируемых в Крыму, Средней Азии и на Кавказе.
Лауреат Сталинской премии (1952) — за выведение новых сортов инжира.
В 1998 году удостоена государственной стипендии выдающимся деятелям науки, образования, культуры, физической культуры и спорта президента Украины.